# Кокушка (Росія)
Ко́кушка (рос. Кокушка) — присілок у складі Котельницького району Кіровської області, Росія. Входить до складу Карпушинського сільського поселення.
Населення становить 1 особа (2010, 4 у 2002).
Національний склад станом на 2002 рік — росіяни 100 %.